# Asperula nuratensis
Asperula nuratensis là một loài thực vật có hoa trong họ Thiến thảo. Loài này được Pachom mô tả khoa học đầu tiên vào năm 1987.